# Breaking Sensation
Breaking Sensation — другий мініальбом південнокорейського бой-бенду SF9. Він був випущений 18 квітня 2017 року компанією FNC Entertainment. Альбом складається з шести композицій, включно з заголовною піснею «Easy Love».

## Комерційний успіх
У Південній Кореї було продано понад 27 360 копій мініальбому. Він досяг 5 місця в корейському чарті Gaon.

## Список композицій
| Офіційний трек-лист | Офіційний трек-лист               | Офіційний трек-лист          | Офіційний трек-лист                                  | Офіційний трек-лист  | Офіційний трек-лист |
| #                   | Назва                             | Автор слів                   | Автор музики                                         | Аранжування          | Тривалість          |
| ------------------- | --------------------------------- | ---------------------------- | ---------------------------------------------------- | -------------------- | ------------------- |
| 1.                  | «Intro;» (Intro; 이별 즈음에)     | Zuho Youngbin Hwiyoung Chani | Kim Chang-rak                                        | Kim Chang-rak        | 1:31                |
| 2.                  | «Easy Love» (쉽다)                | Han Seong-ho Kim Chang-rak   | Hyuk Shin Jeff Lewis MRey Han Seong-ho Kim Chang-rak | Hyuk Shin MRey       | 3:26                |
| 3.                  | «Watch Out»                       | Han Seong-ho Kim Chang-rak   | Erik Lidbom MLC Ye-Yo!                               | Erik Lidbom Ye-Yo!   | 3:14                |
| 4.                  | «Hide and Seek» (머리카락 보일라) | Jung Jun-ho                  | Erik Lidbom Andreas Oberg                            | Erik Lidbom          | 3:58                |
| 5.                  | «Fall Down» (이러다가 울겠어)     | Han Seong-ho                 | Unik Casper Ryan Kim                                 | Unik                 | 3:02                |
| 6.                  | «Why» (왜 이래)                   | Yoon Hye-ju Han Kyeong-soo   | Kim Chang-rak Ye-Yo!                                 | Kim Chang-rak Ye-Yo! | 3:07                |
| 18:18               |                                   |                              |                                                      |                      |                     |